# Џонстонова генетка
Џонстонова генетка (Genetta johnstoni) је врста сисара из реда звери (Carnivora) и породице цибетки (Viverridae).

## Распрострањење
Ареал врсте је ограничен на мањи број држава. Врста је присутна у Гвинеји, Гани, Либерији и Обали Слоноваче.

## Станиште
Станишта врсте су тропске кишне шуме, мочварна подручја, саване и речни екосистеми.

## Угроженост
Ова врста се сматра рањивом у погледу угрожености врсте од изумирања.